# Ryūichi Yoneyama
Pour les articles homonymes, voir Yoneyama.
 (juillet 2025).
Si vous disposez d'ouvrages ou d'articles de référence ou si vous connaissez des sites web de qualité traitant du thème abordé ici, merci de compléter l'article en donnant les références utiles à sa vérifiabilité et en les liant à la section « Notes et références ».
Ryūichi Yoneyama (米山 隆一, Yoneyama Ryūichi), né le 8 septembre 1967 à Uonuma, est un homme politique japonais.

## Biographie
Il est élu au poste de gouverneur de la préfecture de Niigata en octobre 2016. Après avoir reconnu qu'il avait donné de l'argent à des femmes avec lesquelles il était entré en contact par des sites de rencontre, dans le but de gagner leur faveur, il remet sa démission qui est effective le 27 avril 2018.